# Christianshåb Idrætsforening 70
Christianshåb Idrætsforening 70 (CIF) est une association sportive groenlandaise basée à Qasigiannguit et fondé en 1970. Elle officie dans différents sports parmi lesquels :
- Badminton
- Volley-ball
- Handball
- Football

## Palmarès en football
- Championnat :
  - 1979
  - troisième : 1980

## Palmarès en volley-ball
- Championnat :
  - 1985
  - troisième : 1986, 1987, 1988, 1989, 1990